# Farstorp, Vetlanda kommun
Farstorp är en småort i Nye socken i Vetlanda kommun i Jönköpings län.

## Befolkningsutveckling
| Befolkningsutvecklingen i Farstorp 1960–2015                     | Befolkningsutvecklingen i Farstorp 1960–2015 | Befolkningsutvecklingen i Farstorp 1960–2015 | Befolkningsutvecklingen i Farstorp 1960–2015 | Befolkningsutvecklingen i Farstorp 1960–2015 |
| ---------------------------------------------------------------- | -------------------------------------------- | -------------------------------------------- | -------------------------------------------- | -------------------------------------------- |
|                                                                  |                                              |                                              |                                              |                                              |
| År                                                               |                                              |                                              | Folkmängd                                    | Areal (ha)                                   |
| 1960                                                             | 1960                                         |                                              | 163                                          | ¤                                            |
| 1990                                                             | 1990                                         |                                              | 126                                          | 17#                                          |
| 1995                                                             | 1995                                         |                                              | 127                                          | 19#                                          |
| 2000                                                             | 2000                                         |                                              | 122                                          | 20#                                          |
| 2005                                                             | 2005                                         |                                              | 137                                          | 20#                                          |
| 2010                                                             | 2010                                         |                                              | 117                                          | 20#                                          |
| 2015                                                             | 2015                                         |                                              | 100                                          | 25#                                          |
| Anm.: ¤ Som tätortsbebyggelse med 150-199 invånare # Som småort. |                                              |                                              |                                              |                                              |